# كيفن سيسا
كيفن سيسا (بالإسبانية: Kevin Sessa)‏ هو لاعب كرة قدم أرجنتيني في مركز الوسط، ولد في 6 يوليو 2000 في ألمانيا. لعب مع نادي هايدنهايم.

## وصلات خارجية
- كيفن سيسا على موقع قاعدة بيانات كرة القدم.إي يو (الإنجليزية)
- كيفن سيسا على موقع Soccerway.com (الإنجليزية)
- كيفن سيسا على موقع عالم كرة القدم.نت (الإنجليزية)